# Countdown

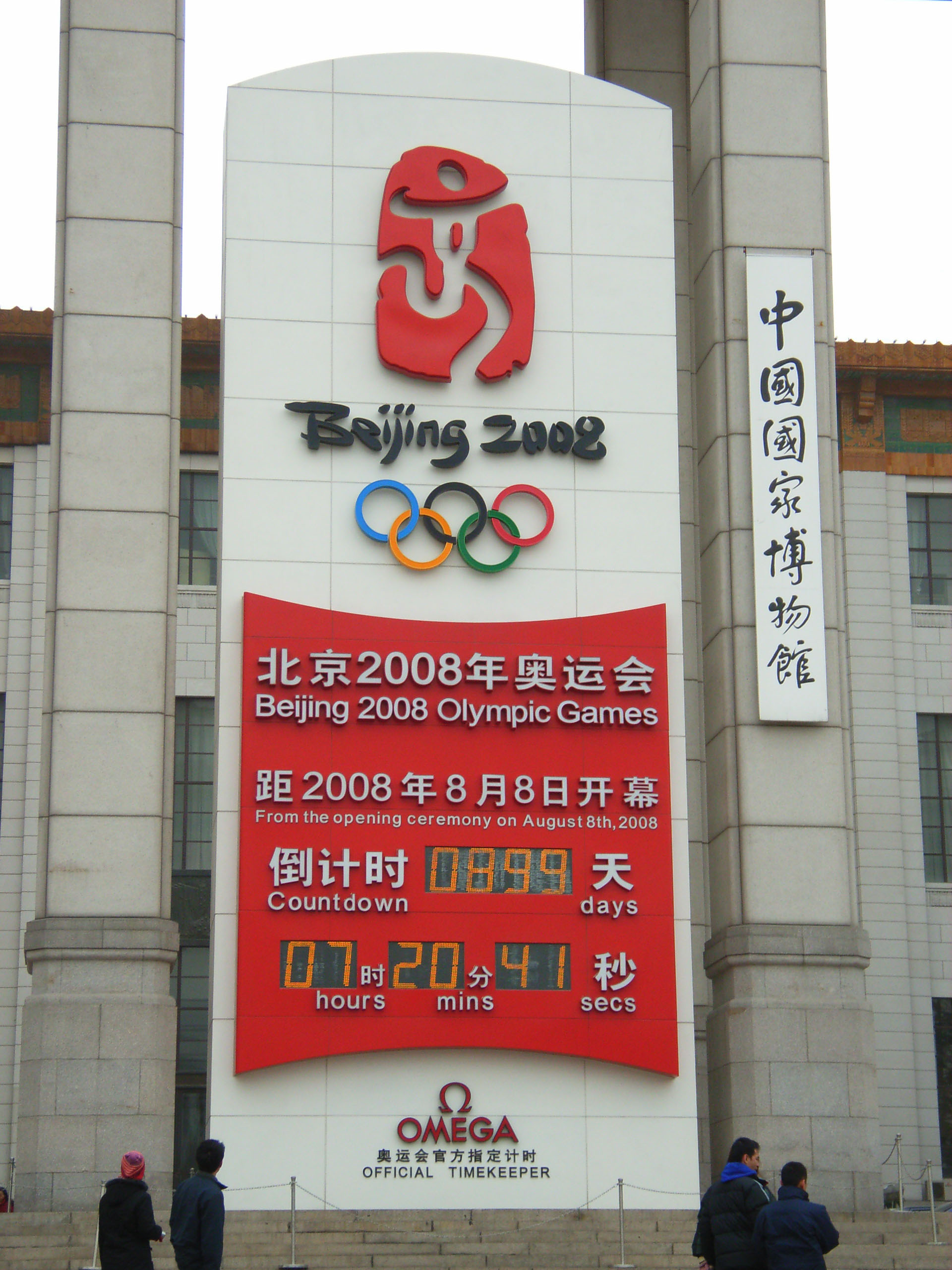
Countdown am Tian’anmen-Platz zu den Olympischen Sommerspielen 2008 in Peking

Der Countdown (seltener: Count-down) (engl. „herunterzählen“, „das Zurückzählen“) ist die getaktete (kurz vor dem Ende im Sekundentakt) Bekanntgabe der bis zum Eintreten eines bestimmten Ereignisses (z. B. Abschuss einer Rakete oder Jahreswechsel) noch fehlenden Zeitspanne.

## Entstehung
Der Countdown wurde erstmals im Science-Fiction-Stummfilm Frau im Mond (1929) von Fritz Lang inszeniert; darin geht es um den Start einer Rakete zum Mond, um dort Rohstoffe zu erschließen. Die Startsequenz wird darin mittels Zwischentiteln eingeblendet: "Noch 10 Sekunden - !", "Noch 6 Sekunden!" ... "Noch 3 Sekunden!", "2", "1", "JETZT". Lang stand vor der Frage, wie man die Spannung vor dem Abheben der Mondrakete „Friede“ ohne Spezialeffekte und ohne Geräusche in diesem Stummfilm darstellen könnte.

„Als ich das Abheben der Rakete drehte, sagte ich: Wenn ich eins, zwei, drei, vier, zehn, fünfzig, hundert zähle, weiß das Publikum nicht, wann es losgeht. Aber wenn ich rückwärts zähle: Zehn, neun, acht, sieben, sechs, fünf, vier, drei, zwei, eins, NULL! – dann verstehen sie.“

Die amerikanische Raumfahrtbehörde NASA lud Fritz Lang wegen seines Films 1964 zum Space-Science-Seminar im Raketenversuchszentrum von Huntsville (USA) ein. In einem Brief an Lotte Eisner im Dezember 1968 berichtet er von diesem Ereignis:

„Die dort in Huntsville versammelten Gelehrten, Ingenieure usw. erklärten mir, sie betrachten mich gewissermaßen als 'the father of the rocket science'. Ich war dort ein paar Tage, man zeigte mir alle hush-hush-secret Erfindungen, die verschiedenen Stadien der dort gebauten Raketen, und sie alle waren der Ansicht, daß das, was ich damals mit der Hilfe von Professor Oberth und Willy Ley gemacht hatte, beinahe absolute Wirklichkeit geworden war. Wie zum Beispiel das Abstoßen der ausgebrannten ersten Rakete so wie es heute gang und gäbe ist. Das Wichtigste aber war, und darüber ist viel geschrieben worden und ist hier erst vor ein paar Wochen am TV wieder erwähnt worden, daß ich den Count Down erfunden hatte.“

## Countdown bei Starts in der Raumfahrt

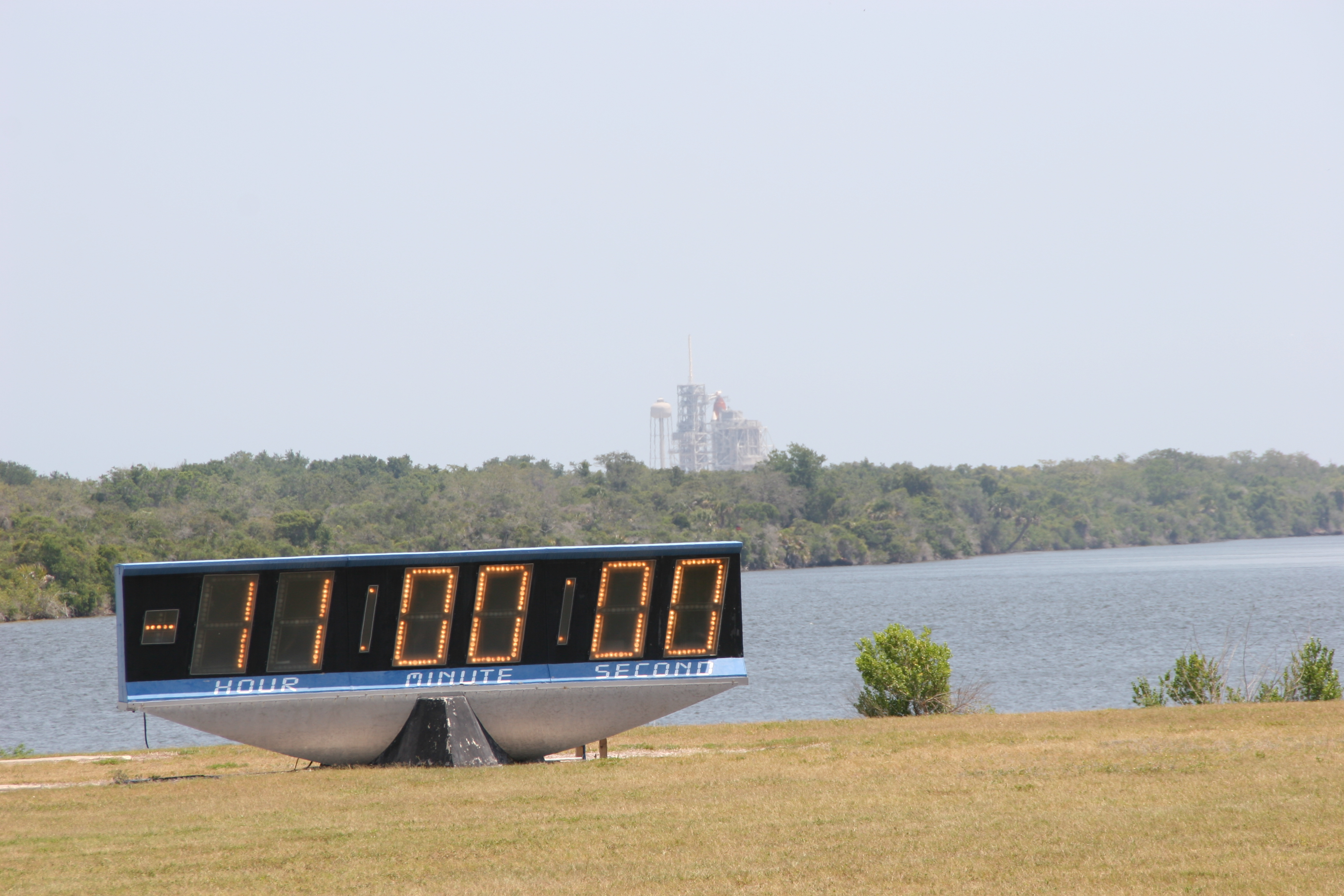
Countdown-Anzeige am Kennedy Space Center 11 Stunden vor...

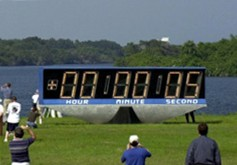
...und 5 Sekunden nach einem Start

Den Countdown gibt es fast immer bei Raketenstarts, bei denen vor dem Startvorgang – insbesondere bei Flüssigkeitsraketen – zahlreiche Vorbereitungen und Kontrollen nach einem festgelegten Ablaufplan in einem engen Zeitfenster unterzubringen sind.
Je nach Komplexität des Starts beginnt der Countdown wenige Minuten (Start kleiner ballistischer Raketen) bis sieben Tage (bemannte Starts) vor dem geplanten Startzeitpunkt.
Es wird zwischen einem L- und einem T-Countdown unterschieden. Während die L-Zeit (L für englisch launch ‚Start‘ oder liftoff ‚Abheben‘) die tatsächlich verbleibende Zeitspanne bis zum Startzeitpunkt (Nullpunkt) angibt und planmäßig nicht angehalten wird, startet der T-Countdown (T für englisch time ‚Zeit‘) mit einer niedrigeren Zeitangabe und wird in der Regel mehrmals zu fest geplanten Zeitpunkten angehalten und wieder gestartet. Diese Praxis wird angewendet, da der Zeitansatz für notwendige Arbeiten und kritische Prüfungen während der Startvorbereitung nicht immer genau eingehalten werden kann. Die Pausen im T-Countdown, die wenige Minuten bis zu mehreren Stunden dauern können, stellen somit Zeitpuffer dar, die das Einhalten des Zeitplans der Startvorbereitung erleichtern. Für das Beispiel des Space Shuttles ist dies im Artikel Countdown (Space Shuttle) aufgeführt.
Lediglich bei längeren, unvorhergesehenen Verzögerungen, die den Startzeitpunkt in die Zukunft verschieben, wird auch der L-Countdown angehalten, sofern die Länge des verfügbaren Startfensters dies zulässt. Ansonsten müssen die Startvorbereitungen abgebrochen, der Start abgesagt und auf ein späteres Startfenster verschoben werden.
Erst kurz vor dem Start – am Ende der letzten Halteperiode des T-Countdowns – werden der L- und der T-Countdown synchronisiert und zählen von da an parallel die verbleibende Zeit bis zum Start herunter. Dieser Zeitpunkt lag z. B. beim Start des Space Shuttles bei L/T -9 Minuten.
Die letzten Sekunden des Countdown werden vielfach laut heruntergezählt: 10 – 9 – 8 … 3 – 2 – 1 – Zero (auch Go oder (Ignition ... and) Lift-off). Auch bei Fernsehübertragungen aus Kontrollzentren ist dies üblich geworden. Bei Starts vom Weltraumzentrum Kourou wird der Countdown in französischer Sprache angesagt (« …trois – deux – unité oder un – top oder feu »), weil Kourou in Französisch-Guyana liegt. Hierbei bedeutet der Nullpunkt nicht das Abheben wie bei US-amerikanischen Starts, sondern die Zündung der Triebwerke.
Das Herunterzählen ist nur typisch für die westliche Welt, russische Raketen starten ohne lautes Herunterzählen.
Am Nullpunkt stoppt der Countdown für gewöhnlich nicht, sondern geht vom negativen in den positiven Bereich über und gibt die seit dem Start vergangene Flugzeit, die Mission Elapsed Time, an (siehe Bild). Dadurch können Ereignisse während des Fluges, wie z. B. die Stufentrennung bei mehrstufigen Raketen oder (nachträglich) auch Fehlfunktionen, ebenfalls auf einer einheitlichen Zeitachse verortet werden.

## Sonstige Verwendung
Eine der bekanntesten Anwendung für Herunterzählen einer Zeit sind Kurzzeitwecker, wie sie in fast jedem Haushalt zu finden sind. Ihr Ursprung findet sich jedoch in frühen Formen der Zeitmessung, z. B. der Sanduhr.
Vor großen gesellschaftlichen Ereignissen, wie der Fußballweltmeisterschaft oder dem Beginn eines neuen Jahres am Silvesterabend, finden sich auch im Internet zahlreiche Countdownzähler, die die Zeit bis zum Beginn herunterzählen. Countdownzähler, die die Zeit bis zu einem persönlichen Ereignis herunterzählen, lassen sich auf verschiedenen Seiten im Internet erstellen.

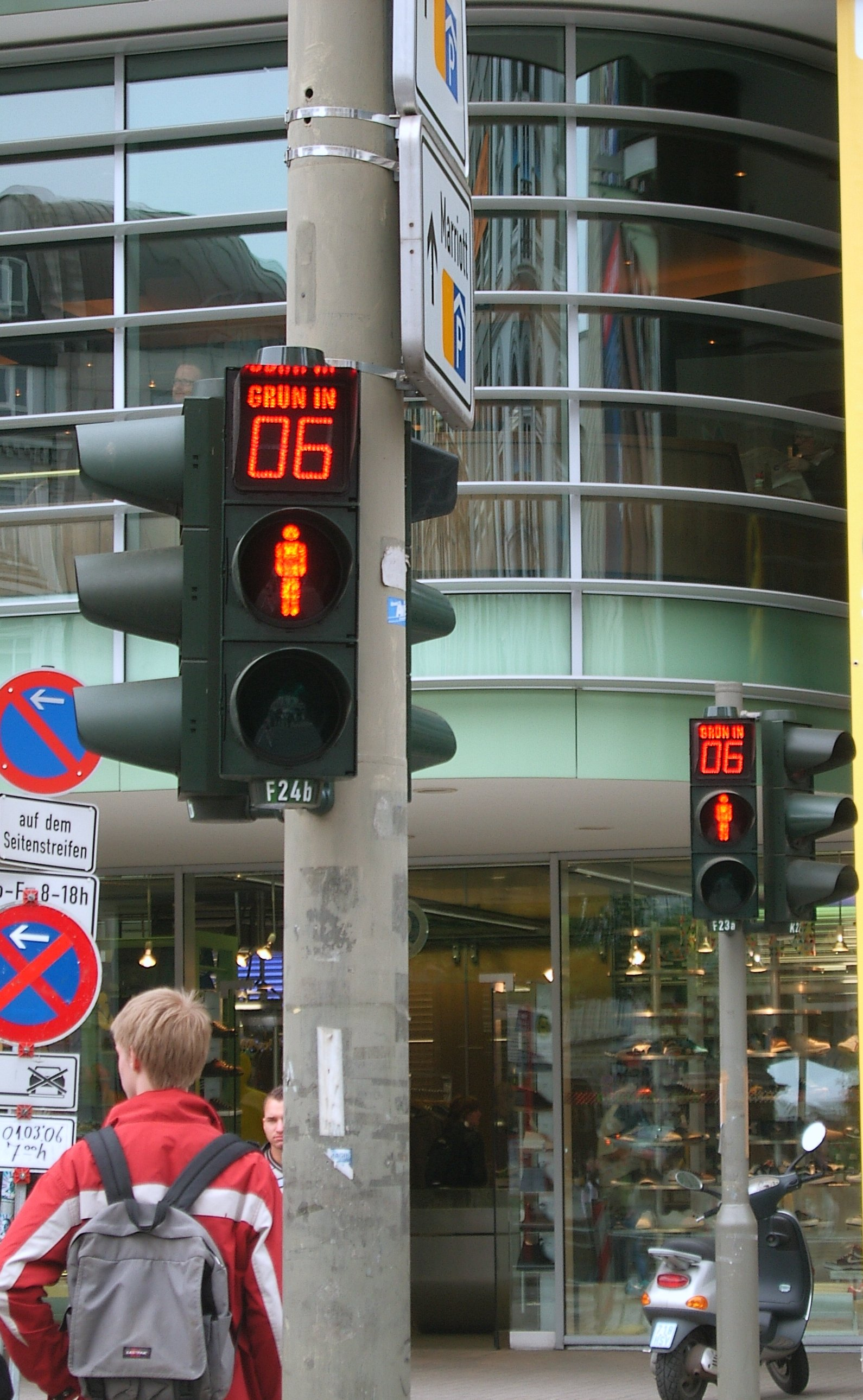
Lichtsignalanlage mit Countdownzähler in Hamburg

In vielen Ländern, etwa in Dänemark, den Vereinigten Staaten von Amerika, Kanada und China, sind Verkehrsampeln mit Countdownzählern ausgestattet, die die Restdauer der Rot- bzw. Grünphase anzeigen. Derartige Ampeln werden derzeit in Hamburg und Berlin getestet (Stand September 2013). Als erste Stadt in der Schweiz nahm Bern im August 2021 eine Countdown-Ampel auf dem Bahnhofsplatz in Betrieb.
Manche Armbanduhren, vor allem Digitaluhren, enthalten einen Nullzählalarm. Dabei wird nach dem Ablauf des eingestellten Zeitraumes ein Alarm ausgelöst.